# Раміз Мерко
Раміз Мерко (мак. Рамиз Мерко; 12 квітня 1957, Струга) — македонський політик албанського походження з лав ДУІ. Мерко був мером общини Струга в період 2005-2013 років, а також був депутатом парламенту Республіки Македонія в період 2014-2016 років.
У 2017 році він був обраний міністром без портфеля в уряді Зорана Заєва. Окрім державних функцій, Мерко також обіймав партійні функції президента осередку ДУІ у Струзі. У 2016 році, коли він був професором Струзького університету, державна освітня інспекція встановила, що Мерко працював із недійсним докторським ступенем, але не порушувала кримінальну справу.
На місцевих виборах у 2017 році переміг свого суперника з лав Альянсу для албанців Зіядіна Селу, ставши мером Струги втретє.